# A Patch of Blue
A Patch of Blue (Brasil: Quando Só o Coração Vê / Portugal: Uma Réstia de Azul) é um filme norte-americano de 1965, do gênero drama, dirigido por Guy Green  e estrelado por Sidney Poitier, Elizabeth Hartman e Shelley Winters.

## Sinopse
Ainda criança, Selina ficou cega em um acidente provocado pela mãe Rose-Ann, cruel prostituta. Pelos treze anos seguintes, ela viveu entre as quatro paredes de um apartamento, em companhia somente do avô Ole Pa e da mãe. Um dia, Selina conhece e inicia um romance com o escriturário Gordon, sem perceber que ele é negro. Gordon, sabedor de suas vicissitudes, tenta integrá-la ao mundo que os cerca. Ao descobrir o relacionamento da filha, Rose-Ann fica possessa e decide pôr um fim naquela "loucura".